# Infopraca.pl
Infopraca.pl – jedna z największych w Polsce internetowych giełd pracy, należąca do grupy kapitałowej Intercom World Wide S.L. z siedzibą w Hiszpanii – właściciela ponad 25 spółek kapitałowych ulokowanych na całym świecie. Liczba odwiedzin stron internetowych należących do grupy Intercom to ponad 310 milionów miesięcznie, a liczba użytkowników (real users) sięga 28 milionów (dane ze stycznia 2007 r., według OJD).

## Nazwa
Nazwa serwisu nawiązuje do włoskiej wersji giełdy pracy InfoJobs.it, działającej od sierpnia 2004 roku i należącej do marki Careesma. Poszczególne człony nazwy nawiązują do charakteru serwisu, który ma za zadanie dostarczać informacji na temat aktualnych ofert pracy. Serwis jest nie tylko zbiorem ogłoszeń, ale i internetowym narzędziem rekrutacji dla przedsiębiorców, które umożliwia selekcję kandydatów oraz dostosowanie metody rekrutacji do modelu stosowanego przez pracodawcę.

## Historia

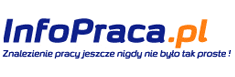
Logotyp Infopraca 2005 – 2008

Początki portalu w Polsce sięgają października 2005 roku, kiedy Infopraca.pl miał charakter serwisu ogłoszeniowego. Zgodnie z założoną strategią rozwoju portal pracy przez 2 lata działał na zasadach non-profit, nie pobierając opłat za umieszczanie ogłoszeń. W marcu 2008 roku serwis zmienił identyfikację wizualną, funkcjonalność oraz layout strony realizując tym samym założenia identyfikacji korporacyjnej (ujednolicenie identyfikacji hiszpańskiego, indyjskiego, austriackiego i polskiego serwisu)
W tym samym czasie wprowadzono także płatne usługi dla firm oraz program wsparcia dla małych i średnich przedsiębiorstw, który ma na celu zwiększenie oszczędności związanych z publikacją ogłoszeń i selekcją kandydatów.
Pod koniec 2009 roku funkcjonalność serwisu zmodernizowano w celu przyspieszenia procesu rekrutacji, przyspieszając proces selekcji aplikacji.

## InfoPraca.pl w liczbach
| Nazwa        | Kraj   | Początek serwisu | Zarejestrowani użytkownicy | Pracodawcy | Oferty pracy |
| ------------ | ------ | ---------------- | -------------------------- | ---------- | ------------ |
| InfoPraca.pl | Polska | Październik 2005 | 3 200 000                  | 45 000     | 25 000       |

Dane: Luty 2012

## Serwisy zagraniczne
| Nazwa        | Kraj      | Początek serwisu | Zarejestrowani użytkownicy | Pracodawcy | Oferty pracy |
| ------------ | --------- | ---------------- | -------------------------- | ---------- | ------------ |
| InfoJobs.net | Hiszpania | Kwiecień 1998    | 2 600 000                  | ?          | 80 000       |
| InfoJobs.it  | Włochy    | Sierpień 2004    | 3 500 000                  | 50 000     | 45 000       |
| Careesma.at  | Austria   | Październik 2006 | 185 000                    | 6500       | 6500         |
| Careesma.in  | Indie     | Maj 2011         | b/d                        | b/d        | b/d          |

Dane: Luty 2012
- https://web.archive.org/web/20090529013058/http://praca.wnp.pl/infopraca-pl-kasuje-za-ogloszenia,54777_1_0_0.html
- https://archive.ph/20130504031544/http://prportal.pl/2009/12/03/bezplatna-publikacja-ofert-pracy-dla-malych-firm/
- http://www.medialine.pl/artykul.php?a=1&getpage_id=3&getsubpage_id=5&artykul_id=2764&kalendarz_odleglosc=-1&wyslij_formularz=1&drukuj=1